# جداريات محمد محمود

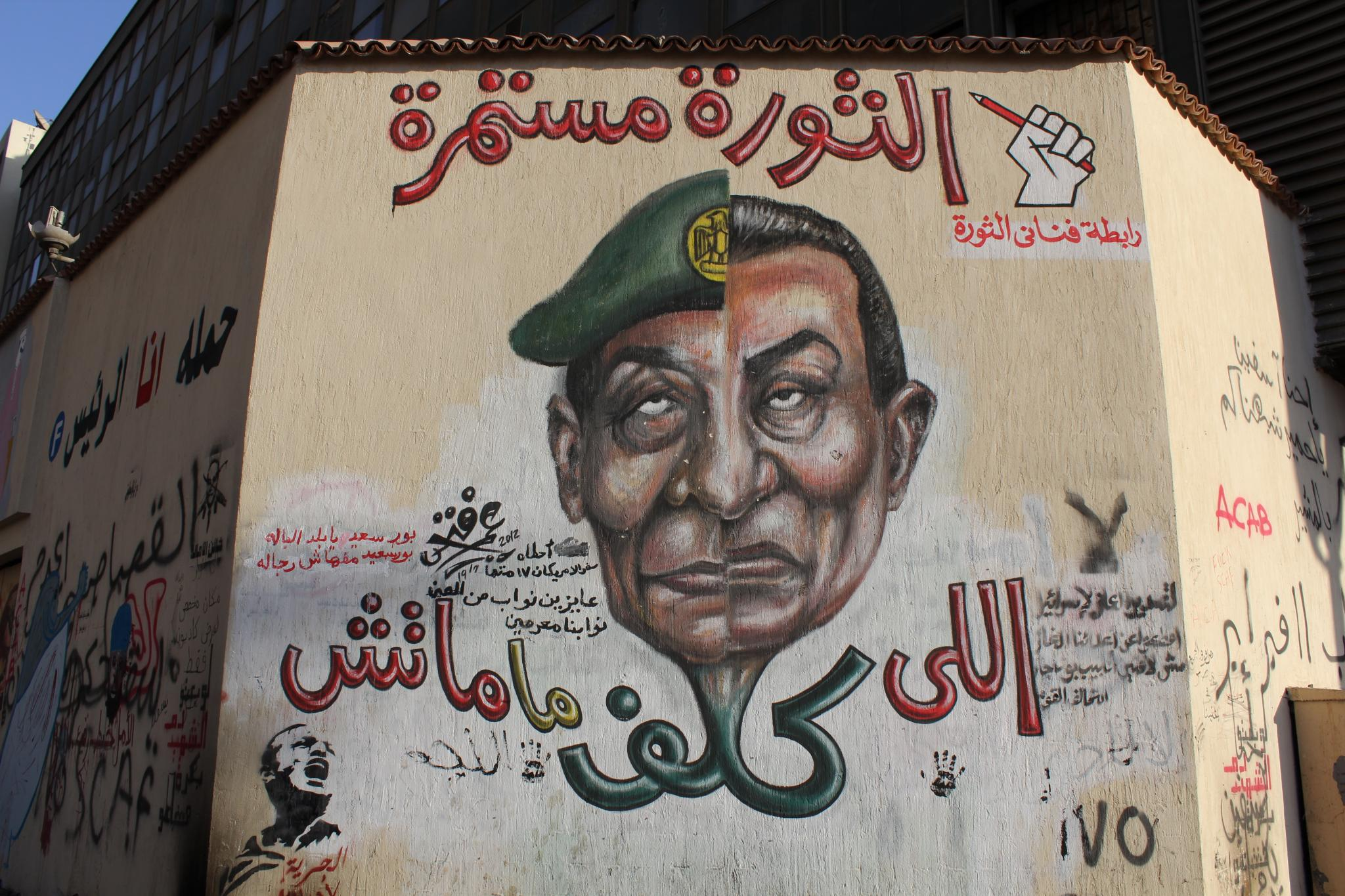
جدارية على سور الجامعة الأمريكية عند ناصية شارع محمد محمود في ميدان التحرير تصور شعار "طنطاوي هو مبارك"

جداريات محمد محمود هي جداريات (جرافيتي) ظهرت عقب اندلاع أحداث محمد محمود (التي اندلعت في الفترة من 19 إلى 24 نوفمبر 2011) في أماكن متنوعة في المنطقة التي شهدت تلك الاحتجاجات ومنها أسوار الجامعة الأمريكية بالقاهرة وجدران بعض العمارات وأسوار المدارس الملاصقة لها، كما ظهرت جداريات على الحاجز الخرساني الذي وضعته السلطات الأمنية المصرية في شارع محمد محمود لمنع تقدم الثوار إلى وزارة الداخلية.

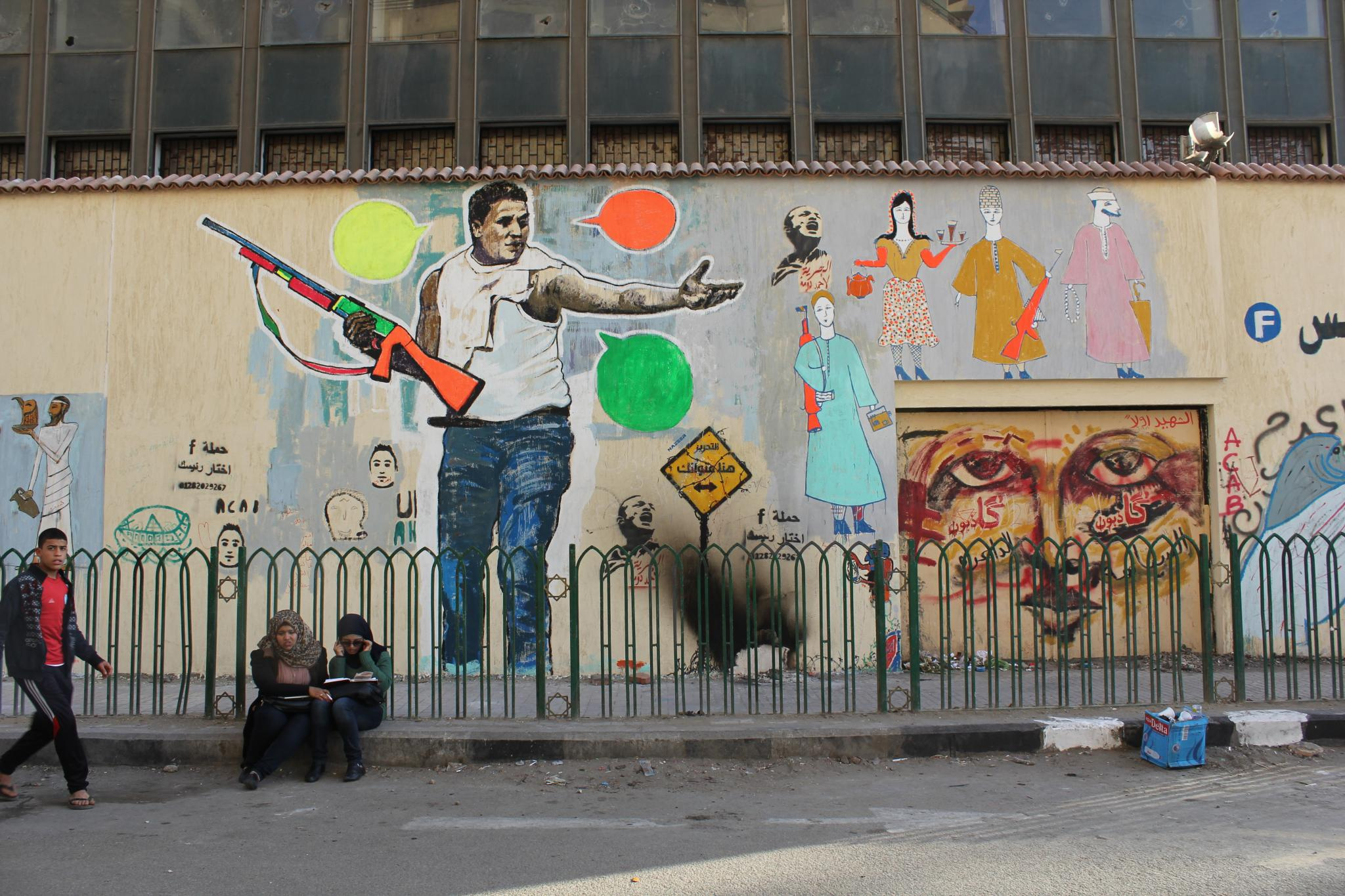
جرافيتي لسامبو أحد أبطال أحداث مسرح البالون

## مبادرة «مفيش جدران»
كانت مبادرة بعنوان «مفيش جدران» قد أطلقت في منتصف مارس 2012، رسم خلالها الفنانون لوحات جدارية على كتل الخرسانة التي سدت بها السلطات شوارع رئيسية قريبة من وزارة الداخلية ومقر البرلمان، وتحت هذا الشعار رُسمت على الكتل الخرسانية لوحة توحي للناظر إليها أن الشارع لا يزال مفتوحًا وفي وسطها مشهد لقوات الأمن تعتدي على المحتجين.

## نماذج من الجداريات

جدارية من شارع محمد محمود تمثل بعض ضحايا أحداث استاد بورسعيد

إحدى جداريات محمد محمود التي تستلهم الطابع الفرعوني

تضمنت تلك الجداريات العديد من شعارات الثورة المصرية وأهم رموزها سواء كانوا من أبطالها مثل سامبو ومينا دانيال وأحمد حرارة والشيخ عماد عفت، أو ممن اعتبرهم الفنان من أعدائها مثل المشير طنطاوي والملازم محمود الشناوي الشهير بـقناص العيون، وقد أضيفت لاحقًا إلى صور شهداء الثورة ومصابيها وضحاياها في أحداثها المتوالية، صور لوجوه جديدة من شباب ألتراس النادي الأهلي الذين شكلوا معظم ضحايا أحداث استاد بورسعيد، كما ضمت الجدران شعارات تطالب بتسليم السلطة للمدنيين وإسقاط حكم العسكر.
صورت بعض الجداريات المصادمات مع الأقباط أمام مبنى التلفزيون في ماسبيرو في أكتوبر 2011، ومصادمات شارع محمد محمود في نوفمبر 2011، والمواجهات التي دارت بالقرب من مجلس الوزراء في ديسمبر 2011.
ومن تلك الجداريات أيضًا جدارية سجلها فنانو الجرافيتي على سور الجامعة الأمريكية، وتمثل صعود الشهداء إلى الجنة مستلهمين فيها أساليب الرسم المصري القديم والأوضاع التي تتخذها الشخوص في اللوحات المسجلة على جدران المعابد الجنائزية.
وقد رُسم قرب مكتبة الجامعة الأمريكية القديمة يوم 27 فبراير 2012 جرافيتي كبير يمثل الشيخ الأزهري عماد عفت ـ أحد شهداء الثورة في أحداث مجلس الوزراء ـ وإلى جواره آيتان قرآنيتان:
| جداريات محمد محمود | وَقَالُوا رَبَّنَا إِنَّا أَطَعْنَا سَادَتَنَا وَكُبَرَاءَنَا فَأَضَلُّونَا السَّبِيلا. رَبَّنَا آتِهِمْ ضِعْفَيْنِ مِنَ الْعَذَابِ وَالْعَنْهُمْ لَعْنًا كَبِيرًا | جداريات محمد محمود |

كما تحول الجدار الذي أقيم للفصل بين وزارة الداخلية والمتظاهرين في شارع منصور القريب إلى جدارية للخط العربي نقشت عليها الآية:
| جداريات محمد محمود | لا يُقَـاتِلُونَكُمْ جَمِيعاً إِلا فِي قُـرى مُّحَصَّـنَةٍ أَوْ مِن وَرَاء جُـدُرٍ بَأْسُـهُمْ بَيْنَهُمْ شَدِيدٌ تَحْسَـبُهُمْ جَمِيعـاً وَقُلُوبُهُمْ شَتَّى ذَلِكَ بِأَنَّهُمْ قَـوْمٌ لا يَعْقِـلُونَ | جداريات محمد محمود |

في إشارة من المتظاهرين إلى الشرطة.

## إزالة الجداريات
حرص المترددون علي الشارع علي التقاط الصور التذكارية بجوار هذه الجداريات، ورغم أن الجامعة الأمريكية أعلنت في مارس 2012 عن مبادرة لحفظ جداريات محمد محمود عن طريق نسخها بالحجم الطبيعي لعرضها في حرم الجامعة بميدان التحرير، إلا أن محافظة القاهرة قامت بإزالة هذه الجداريات عدة مرات، كما حدث في 21 مايو و18 سبتمبر 2012 على سبيل المثال (قيل إن عناصر من الأمن المركزي وعمالًا تابعين لإدارة الجامعة الأمريكية شاركوا في ذلك أيضًا) غير أن الفنانين كانوا يعيدون رسمها بعد طمسها أو تشويهها، كما حرصوا على توثيق ما رسموه فوتوغرافيًا.

## توثيق الجداريات
جدير بالذكر أن بعض المصورين الفوتوغرافيين اهتموا بتصوير الجداريات التي ظهرت منذ اندلاع ثورة يناير في مصر وبذلك تم توثيق بعضها وأصبحت مادة بحثية ونشر عنها مؤلفات، منها على سبيل المثال الكتاب التوثيقي «أرض أرض.. حكاية ثورة الجرافيتي» للقصاص والمصور الفوتوغرافي شريف عبد المجيد.

## وصلات خارجية
- نماذج من جداريات محمد محمود على موقع فليكر
- مركز الدراسات الاشتراكية: صورة: جرافيتي في شارع محمد محمود ضد المجلس العسكري
- suzeeinthecity: Street Art on Mohamed Mahmoud – Photos